# Обрив
Обрив (фр. Aubrives) насеље је и општина у североисточној Француској у региону Шампањ-Арден, у департману Ардени која припада префектури Шарлвил Мезјер.
По подацима из 2011. године у општини је живело 858 становника, а густина насељености је износила 79,96 становника/km². Општина се простире на површини од 10,73 km². Налази се на средњој надморској висини од 109 метара.

## Демографија
| 1962. | 1968. | 1975. | 1982. | 1990. | 1999. | 2011. |
| ----- | ----- | ----- | ----- | ----- | ----- | ----- |
| 881   | 1.021 | 1.104 | 1.022 | 1.139 | 1.026 | 858   |

График промене броја становника у току последњих година